# Tumeremo
Tumeremo – miasto w Wenezueli, w stanie Bolívar.